# Ủy ban Săn cá voi Quốc tế
Ủy ban Cá voi Quốc tế (IWC) là một cơ quan quốc tế được thành lập theo các điều khoản của Công ước Quốc tế về Quy định Đánh bắt cá voi (ICRW), được ký kết tại Washington, DC, Hoa Kỳ, vào ngày 2 tháng 12 năm 1946 để " cung cấp cho việc bảo tồn thích hợp các đàn cá voi và do đó có thể tạo ra sự phát triển có trật tự của ngành đánh bắt cá voi ".
Năm 1982, IWC đã áp dụng lệnh cấm đánh bắt cá voi thương mại. Hiện tại, Nhật Bản, Nga và một số quốc gia khác phản đối lệnh cấm này. IWC cho phép hạn ngạch đánh bắt cá voi khác không để sinh sống của thổ dân và các quốc gia thành viên có thể cấp 'Giấy phép khoa học' cho công dân của họ. Nhật Bản đã cấp giấy phép như vậy kể từ năm 1986, cá voi Na Uy và Iceland dưới sự phản đối của lệnh cấm và đưa ra hạn ngạch riêng của họ. Năm 1994, Khu bảo tồn Cá voi Nam Đại dương được IWC tạo ra.
Nhiệm vụ chính của IWC là tiếp tục xem xét và sửa đổi khi cần thiết các biện pháp được đưa ra trong Biểu cho Công ước điều chỉnh hành vi săn bắt cá voi trên toàn thế giới. Những biện pháp này, trong số những thứ khác, cung cấp cho việc bảo vệ hoàn toàn một số loài nhất định; chỉ định các khu vực được chỉ định là khu bảo tồn cá voi; đặt giới hạn về số lượng và kích cỡ của cá voi có thể được lấy; quy định các mùa và khu vực mở và đóng cửa để đánh bắt cá voi; và cấm bắt những con bê con và cá voi cái đi kèm với bê. Việc tổng hợp các báo cáo đánh bắt và các hồ sơ thống kê và sinh học khác cũng được yêu cầu.
Ngoài ra, Ủy ban khuyến khích, điều phối và tài trợ cho nghiên cứu cá voi, công bố kết quả nghiên cứu khoa học và thúc đẩy nghiên cứu về các vấn đề liên quan như tính nhân văn của các hoạt động giết chóc. 
Vào ngày 13 tháng 9 năm 2018, các thành viên của IWC đã tập trung tại Florianopolis, Brazil, nơi họ đã thảo luận và từ chối đề xuất của Nhật Bản để đổi mới việc săn bắt cá voi thương mại. Thông qua "Tuyên bố Florianopolis", kết luận rằng mục đích của IWC là bảo tồn cá voi và giờ đây chúng sẽ bảo vệ các động vật có vú biển vĩnh viễn và sẽ cho phép phục hồi tất cả các quần thể cá voi về mức độ săn bắt cá voi tiền công nghiệp.

## Cấu trúc và thành viên

Quốc gia thành viên Uỷ ban Săn bắt cá voi Quốc tế (xanh biển).

IWC được thành lập theo thỏa thuận tự nguyện giữa các quốc gia thành viên với tư cách là cơ quan quản lý duy nhất có thẩm quyền hành động theo Công ước quốc tế về Quy định đánh bắt cá voi là một thỏa thuận môi trường quốc tế được ký kết năm 1946 nhằm "bảo tồn đúng cách" cổ phiếu cá voi và do đó làm cho sự phát triển có trật tự của ngành đánh bắt cá voi "và để thực hiện các mục tiêu kinh tế và môi trường của nó. Vai trò của Ủy ban là định kỳ xem xét và sửa đổi Lịch biểu của Công ước, kiểm soát hành vi săn bắt cá voi bằng cách thiết lập sự bảo vệ của một số loài; chỉ định các khu vực như khu bảo tồn cá voi; thiết lập giới hạn về số lượng và kích cỡ của sản phẩm khai thác; quy định các mùa và khu vực mở và đóng cửa để đánh bắt cá voi; phương pháp và cường độ đánh bắt cá voi, các loại thiết bị được sử dụng, phương pháp đo lường và lợi nhuận bắt tối đa. Theo tài liệu cấu thành của mình, IWC được giao nhiệm vụ áp dụng các quy định "để cung cấp cho việc bảo tồn, phát triển và sử dụng tối ưu tài nguyên cá voi" với điều kiện các quy định đó "sẽ dựa trên các phát hiện khoa học." 
Trụ sở của IWC ở Impington, gần Cambridge, Anh. Ban thư ký xuất bản Tạp chí Nghiên cứu và Quản lý Cetacean, báo cáo, thông cáo báo chí và lịch họp. Ủy ban có ba ủy ban chính - Khoa học, Bảo tồn, và Tài chính và Quản trị. Một ủy ban kỹ thuật được thành lập, nhưng đã dừng cuộc họp.
Việc tham gia IWC không giới hạn ở các quốc gia liên quan đến săn bắt cá voi. Tư cách thành viên trong IWC đã tăng gấp đôi kể từ năm 2001 với trung bình gần 6 bang mỗi năm gia nhập IWC từ 2002 đến 2008. Tính đến tháng 7 năm 2013 đã có 88 thành viên (giảm từ thành viên trước đó do việc rút Hy Lạp có hiệu lực từ ngày 30 tháng 6 năm 2013). Các thành viên hiện tại (2013) là: Antigua và Barbuda, Argentina, Úc, Áo, Bỉ, Belize, Bénin, Brazil, Bulgaria, Campuchia, Cameroon, Chile, Cộng hòa Nhân dân Trung Hoa, Cộng hòa Congo, Costa Rica, Bờ Biển Ngà, Croatia, Síp, Cộng hòa Séc, Đan Mạch (cũng đóng vai trò là Vương quốc với Quần đảo Faroe và Greenland), Dominica, Cộng hòa Dominican, Ecuador, Eritrea, Estonia, Phần Lan, Pháp, Gabon, Gambia, Đức, Grenada, Guatemala, Cộng hòa Guinea, Guinea-Bissau, Hungary, Iceland, Ấn Độ, Ireland, Israel, Ý, Nhật Bản, Kenya, Hàn Quốc, Kiribati, Lào, Litva, Luxembourg, Mali, Cộng hòa Quần đảo Marshall, Mauritanie, Mexico, Monaco, Mông Cổ, Maroc, Nauru, Hà Lan, New Zealand, Nicaragua, Na Uy, Oman, Palau, Panama, Peru, Ba Lan, Bồ Đào Nha, Romania, Liên bang Nga, Saint Kitts và Nevis, Saint Lucia, Saint Vincent và Grenadines, San Marino, Sénégal, Cộng hòa Slovak, Slovenia, Quần đảo Solomon, Nam Phi, Tây Ban Nha, Suriname, Thụy Điển, Thụy Sĩ, Tanzania, Togo, Tuvalu, Vương quốc Anh, Hoa Kỳ và Uruguay.